# Sylvietta leucophrys chapini
Sylvietta leucophrys chapini é uma subespécie de ave da família Macrosphenidae.
A espécie é endêmica da República Democrática do Congo.